# ウツボカズラ目
ウツボカズラ目 (Nepenthales) は被子植物の目のひとつで、ウツボカズラ科をタイプ科とするもの。食虫植物の科からなる小さなタクソンである。

## 分類

### クロンキスト体系
クロンキスト体系ではビワモドキ亜綱に入れ、3科を含める。
被子植物門 Magnoliophyta
双子葉植物綱 Magnolliopsida
ビワモドキ亜綱 Dilleniidae
ウツボカズラ目 Nepenthales
- サラセニア科 Sarraceniaceae
- ウツボカズラ科 Nepenthaceae
- モウセンゴケ科 Droseraceae

### 新エングラー体系
新エングラー体系でも同じ3科を含める。
被子植物門 Angiospermae
双子葉植物綱 Dicotyledoneae
古生花被亜綱（≒離弁花類）Archichlamydeae
ウツボカズラ目 Nepenthales
- サラセニア科 Sarraceniaceae
- ウツボカズラ科 Nepenthaceae
- モウセンゴケ科 Droseraceae

### APG植物分類体系
APG植物分類体系ではウツボカズラ科とモウセンゴケ科がナデシコ目に入っているためこの名称は使わない。サラセニア科はツツジ目に属している。